# Saint-Quentin-sur-Indrois
Saint-Quentin-sur-Indrois és un municipi francès del departament d'Indre i Loira, a la Regió Centre.

## Història
- El feu de Saint-Quentin i la castellania dels Roches-St-Quentin van pertànyer als Mallat, a Adam Fumée, metge dels reis francesos Carles VII i Lluís XI, després als Menou a partir de 1712.
- Antic priorat de Berneçay, fundat per l'abadia de Marmoutier, abans de l'any mil.
- La beata Jeanne-Marie de Maillé va néixer a Roches-St-Quentin a l'abril de 1331.

## Demografia
| Evolució de la població |        |      |        |      |      |        |      |        |
| 1793                    | 1800   | 1806 | 1821   | 1831 | 1836 | 1841   | 1846 | 1851   |
| 541 h.                  | 591 h. | -    | 623 h. | -    | -    | 723 h. | -    | 679 h. |

| 1856 | 1861   | 1866 | 1872 | 1876 | 1881   | 1886 | 1891 | 1896 |
| ---- | ------ | ---- | ---- | ---- | ------ | ---- | ---- | ---- |
| -    | 673 h. | -    | -    | -    | 708 h. | -    | -    | -    |

| 1901   | 1906 | 1911 | 1921   | 1926 | 1931 | 1936 | 1946   | 1954 |
| ------ | ---- | ---- | ------ | ---- | ---- | ---- | ------ | ---- |
| 601 h. | -    | -    | 553 h. | -    | -    | -    | 569 h. | -    |

| 1962   | 1968 | 1975   | 1982 | 1990   | 1999   | 2006 | 2011 | 2016 |
| ------ | ---- | ------ | ---- | ------ | ------ | ---- | ---- | ---- |
| 523 h. | -    | 373 h. | -    | 405 h. | 429 h. | -    | -    | -    |

| 2019 | - | - | - | - | - | - | - | - |
| ---- | - | - | - | - | - | - | - | - |
| -    | - | - | - | - | - | - | - | - |

## Economia
- Silvicultura.
- Agricultura (cereals i pastures) i ramaderia.
- Cooperativa de molí i forn

## Patrimoni i turisme
- Castell de Roches, del segle xvi. Profundament restaurant.
- Restes del Priorat de Berneçai. Originat al segle xiii.
- Casal de Bout-du-Pont. Del segle xv. Restaurat.
- Casa de La Fuie-de-Champeigne, del segle xv.
- església de Sant Quintí, del segle xii, restaurada als segles XVI, XVII i xix.
- Circuit automovilistic turístic.
- Natura
  - Vall de l'Indre.
  - bosc de Loches.
  - Avenc
- Fira de l'oca. Últim diumenge de maig.
- Festa comunal, 5 diumenges després de Pasqua.
- Festa Patronal: 31 d'octubre (Sant Quintí.
- Fira de l'Ou: primer diumenge de setembre.
- Pesca, caça, senderisme, artesanat local.